# Paul Leroy-Beaulieu
Pierre Paul Leroy-Beaulieu, född 9 december 1843 i Saumur, död 9 december 1916 i Paris, var en fransk nationalekonom. Han var bror till Anatole Leroy-Beaulieu och far till Pierre Leroy-Beaulieu.
Leroy-Beaulieu inträdde 1869 efter vidsträckta utländska resor i redaktionen för Revue des deux Mondes och övergick 1821 till Journal des débats, där han ådrog sig särskild uppmärksamhet genom sin kamp mot Adolphe Thiers protektionistiska politik. Efter att sedan 1872 ha varit lärare i finansvetenskap vid École libre des sciences politiques efterträdde han 1880 sin svärfar Michel Chevalier som professor i nationalekonomi vid Collège de France. Han var sin tids främste representant för den klassiska skolan inom nationalekonomin med den optimistiska karaktär, som fick i Frankrike. Han stod i opposition mot Thomas Robert Malthus befolkningslära och framhöll att civilisationens utveckling minskar nativiteten, vars avtagande står i jämnt förhållande till välståndet och de demokratiska idéernas framsteg. Han avvek från David Ricardos jordränteteori och gjorde gällande, att jordbrukets framåtskridande, med högre arbetslöner och lägre pris på produkterna, tenderar att med tiden avlägsnar jordräntan. Sålunda sjunker denna, liksom företagarprofiten, och - vilket han med eftertryck framhöll - samtidigt avtar kapitalräntan gradvis, medan arbetslönerna stiger - i lönefrågan intog han alltifrån 1860-talet en ståndpunkt, som närmast sammanfaller med produktivitetsteorin -, och därmed försiggår ständigt en utjämning av de ekonomiska och sociala olikheterna. 
Leroy-Beaulieus optimistiska åskådning uppbär främst arbetet Essai sur la répartition des richesses (1881; fjärde upplagan 1896). Med sin utpräglade individualism, vilken frånkänner staten rollen som "samhällets hjärna", var han ej blott avgjord motståndare till kollektivismen, utan motsatte sig i allmänhet också statssocialismen såväl som den på statsingripande grundade socialpolitiken, med undantag av bland annat skydd för förvärvsarbetande minderåriga. Särskilt i standardverket Traité de la science des finances (två band, 1877, sjunde upplagan 1906) bekämpar han energiskt den progressiva beskattningen och den höga arvsskatten, medan han förordar indirekta skatter och även, under vissa förutsättningar, försvarar moderata tullsatser. Ehuru han inom värdeläran visar sympati för marginalnytteteorin, i enlighet med den jevonsk-österrikiska riktningen, utdömde han avgjort den matematiska metoden inom nationalekonomin. Han påyrkade med iver en expansionskraftig kolonialpolitik från Frankrikes sida och deltog i ledningen av flera större affärsföretag. Han uppsatte 1873 veckotidskriften "L'économiste français" och har i denna såväl som i andra publikationer skrivit en mängd artiklar. Han var ledamot av bland annat Institut de France (1878) och svenska Vetenskapsakademien (1880).